# Bundesstraße 327
De Bundesstraße 327 (afkorting: B 327) is een ongeveer 140 kilometer lange bundesstraße in de Duitse deelstaat Rijnland-Palts.

## Routebeschrijving
De B327 begint bij afrit Koblenz-Stadtmitte aan de B42/B49, waarna de weg via de Südbrücke de Rijn oversteekt. Vervolgens loopt de weg door Koblenz en sluit de B327 bij de afrit Koblenz-Karthause  de B9. dan loopt de weg door Waldesch en komt bij afrit Koblenz/Waldesch waar ze aansluit op de A61.
Vervanging
Tussen de afrit Koblenz/Waldesch en de afrit Emmelshausen is de B327 vervangen door de A61.
Voortzetting
Vanaf de afrit Emmalshausen loopt de B327 langs Emmelshausen, door Gödenroth, langs Kastellaun, door Kappel waar hij aansluit op de B421. Bij afrit Kirchberg (Hunsrück) sluit de B327 aan op de B50. De B50/B327 lopen samen tot aan afrit Wahlenau hier slaat de B327 af en loopt langs Wahlenau, door Morbach waar een samenloop is met de B269, Thalfang en eindigt in Hermeskeil op een kruising met de B52
De B327 is onderdeel van de Hunsrückhöhenstraße.

## Geschiedenis
De Reichsstraße 327 werd in 1938/1939 gecreëerd en liep vanaf Koblenz naar de grens met Frankrijk bij Perl. De weg is een nieuw gebouwde route en is voornamelijk eind jaren '30 aangelegd door de Organisation Todt. Dit werd later onderdeel van de Hunsrückhöhenstraße die vanaf Saarburg naar Koblenz loopt en ook de B407 omvat. Het zuidelijke deel is na de bouw van de A1 als die B407 genummerd.
Bij de luchthaven Frankfurt-Hahn is de B327 omstreeks 2006 opgeknipt door het verlengen van de landingsbaan. De B327 zou oorspronkelijk verlegd worden, maar uiteindelijk is besloten de B327 hier niet om te leggen. Ongeveer 3 kilometer van de B327 is afgebroken en niet vervangen. Doorgaand verkeer rijdt om vanaf Kappel via de voormalige B421 naar Kirchberg en vervolgens de B50 richting westen. De B327 is tussen Kappel en Kirchberg sindsdien met de B421 dubbelgenummerd.
Rond Kastellaun is tussen zomer 2011 en zomer 2014 een rondweg aangelegd. Deze opende op 29 juli 2014 voor het verkeer. Op 4 maart 2016 begon de bouw van de rondweg van Gödenroth.

## Verkeersintensiteiten
In 2010 reden dagelijks 11.000 voertuigen bij Koblenz, wat daalt naar 8.000 voertuigen verder tot Kastellaun. Na Kastellaun tot Kappel rijden 5.500 voertuigen. Het tweede deel telt veelal 5.000 tot 8.000 voertuigen per etmaal.